# 2006 a légi közlekedésben
Ez a lista a 2006-os év légi közlekedéssel kapcsolatos eseményeit tartalmazza.

## Események

### Január
- január 19. – Lezuhan a Szlovák Légierő An–24-es szállítógépe Hejce és Telkibánya települések között. A gép a Priština nemzetközi repülőtérről szállt fel, és Kassai repülőtérre tartott, fedélzetén a szolgálatból hazatérő békefenntartókkal.(A balesetet a 8 fős személyzetből és a 35 utasból csak egy személy éli túl.)

### Augusztus
- augusztus 27. – A Comair légitársaság 5191-es járata lezuhant felszállás után Lexington-ban. A katasztrófában 49-en vesztették az életüket, az egyedüli túlélő a másodpilóta volt aki kerekesszékbe kényszerült. A balesetet az okozta, hogy a kifutópálya nem volt elég hosszú a felszálláshoz.[1]

### Szeptember
- szeptember 29. – Brazília felett egy céges tulajdonú repülőgép összeütközött a Gol Transportes Aéreos 1907-es utasszállító repülőgépével. A kis repülőgép le tudott végül biztonságban szállni, viszont az utasszáltó lezuhant, mind a 154 embert megölve, aki a gépen tartózkodott. A katasztrófát a légiirányítás és a pilóták okozták együttesen.[2]

## Első felszállások
- augusztus 15. – EA–18G Growler[3]
- december 18. – F–35A Lightning II[4]